# Адольф Дістервег
Фрі́дріх Адо́льф Вільге́льм Дістерве́г (нім. Friedrich Adolph Wilhelm Diesterweg; нар. 29 жовтня 1790, Зіген — пом. 7 липня 1866, Берлін) — видатний німецький педагог-демократ, послідовник Песталоцці.

## Діяльність
Дістервег вважав, що правильно організоване навчання повинно будуватися з урахуванням трьох принципів:
- природовідповідності (урахування вікових та індивідуальних особливостей фізичного і психічного розвитку дитини);
- культуровідповідності (урахування умов, за яких живе дитина, національної культури)[7];
- самодіяльності (намагання розвивати дитячу творчу активність).

Педагогічні ідеї виховання.
Дистервег виступав проти станових та національних обмежень в галузі освіти, проти конфесійного навчання і опіки церкви над школою, проти виховання юнацтва в дусі релігійної нетерпимості. Вища мета виховання — самостійність у служінні істині, красі і добру. Завдання школи: виховувати гуманних людей; виховувати свідомих громадян; виховувати любов до людства і свого народу одночасно.
Цілі і принципи виховання . " Виховувати — значить спонукати ". Найважливіший принцип виховання — природовідповідність: слідування за процесом природного розвитку людини ; врахування вікових та індивідуальних особливостей школяра; встановлення тісного зв'язку між вихованням і життям суспільства.
Теорія виховання. Теорія виховання визначалася Ф. А. В. Дистервегом як "теорія збудження". Вільний розвиток внутрішнього потенціалу особистості та послідовний вплив організованого виховання — взаємопов'язані ланки єдиного процесу: без суворого виховання, підкреслював він, ніхто не зробиться таким, яким йому варто бути. Основні вимоги до виховання. Розвиток в дітях самодіяльності набуває позитивне значення лише тоді, коли спрямовується на досягнення певної мети, яка становить об'єктивну сторону виховання.
Принцип культуровідповідності. Принцип культуровідповідності означав організацію навчально-виховного процесу з урахуванням певної зовнішньої, внутрішньої і суспільної культури. Зовнішня культура, по Дістервега , — це норми моралі, побуту, споживання. Внутрішня культура — духовне життя людини. Громадська культура — соціальні відносини і національна культура. Виховання повинне мати характер культуровідповідності і загальнолюдського виховання, не будучи становим і шовіністичним. Людина — моє ім'я, німець — прізвисько». Дитина не просто «натура» — частина природи, яку вихователь покликаний розвивати («природне виховання»), але і вираз певних соціально -історичних умов життя і відповідної людської культури. Розглядаючи виховання як історичне явище стан культури кожного народу, тобто середовища, в якій формується кожна людина, слід також розглядати в її природно — історичному русі. Принцип культуровідповідності, таким чином, виходить з того, що у вихованні необхідно брати до уваги умови місця і часу, в яких народилася людина або в яких йому доведеться жити, одним словом, всю сучасну культуру в широкому сенсі слова, особливо культуру країни, що є батьківщиною учня.
Три ступені вікового розвитку дітей шкільного віку.
Для дітей першої вікової щаблі, від 6 до 9 років, характерні переважання фізичної діяльності, сенсорного сприйняття, підвищена жвавість і схильність до ігрової діяльності, до фантазії і любов до казок. Звідси першорядне значення при навчанні дітей цієї вікової групи набуває керівництво чуттєвим пізнанням, вправа почуттів.
Школярі другої вікової щаблі, від 9 до 14 років, відрізняються розвитком пам'яті і накопиченням уявлень. Найважливіше завдання навчання на цьому етапі полягає в залученні розуму дітей до чуттєво приймається матеріалу, його міцному засвоєнню і придбання ними необхідних навчальних навичок.
Третій ступінь в пропонувалася схемою вікового розвитку охоплювала школярів від 14 і до 16 років, коли у них, посилюється діяльність розуму, який переходить у формування почав розуму.
Навчання
Головне завдання навчання — розвиток розумових здібностей дітей. Формальна освіта пов'язано з матеріальним. Навчання сприяє всебічному розвитку людини і його морального виховання.
Предмети викладання: вітчизняна історія, географія, рідна мова, природничі науки, математичні науки. Велике місце відводив Дистервег в освіті дітей вітчизняної історії та географії, рідної мови та літератури. Особливо високо цінував він природні і математичні науки, в яких бачив важливий засіб інтелектуального розвитку дітей, і вважав, що ці науки повинні викладатися в усіх типах загальноосвітньої школи. При цьому він наполягав, щоб природознавство і математика в належній мірі озброювали учнів необхідними знаннями, готували їх до практичної діяльності.
Початкова школа. Початкова школа повинна приділяти основну увагу прищеплювання навичок. Розвивати розумові сили і здібності. Вчити вмінню самостійно працювати, засвоювати навчальний матеріал. Використовувати розвиваючий метод навчання.
Середня школа повинна озброїти учнів різнобічними та науковими знаннями.
Правила і принципи навчання. Принципи: природовідповідність, самостійність, культура. Правила навчання. Дистервег дав психологічне обґрунтування вперше вираженим Я. А. Коменським правилами.
Навчати відповідно до особливостей дитячого сприйняття.
Від прикладів треба йти до правил.
Від предметів де позначає їх словами.
Від простого до складного.
Від легкого до важкого.
Від відомого до невідомого.
Закріплення матеріалу.
Вимоги до вчителя. Повинен досконало володіти своїм предметом, любити професію і дітей, займатися постійним самоосвітою. А. Дистервег писав, маючи на увазі вчителя: «Він лише до тих пір здатний насправді виховувати й утворювати, поки сам працює над своїм власним вихованням і освітою» На уроці повинна домінувати атмосфера бадьорості. Викладання повинно бути енергійним, щоб будити розумові сили учнів, зміцнювати їх волю, формувати характер. Необхідно твердо і неухильно проводити свої виховні принципи. Постійно працювати над собою. Мати твердий характер. Бути строгим, вимогливим, справедливим. Бути істинним громадянином і мати прогресивні переконання і громадянську мужність. «Найважливішим явищем у школі, самим повчальним предметом, самим живим прикладом для учня є сам учитель». А. Дистервег писав, що вчитель — "сонце для всесвіту ".
Послідовник Песталоцці, Дистервег творчо розвинув його педагогічне вчення і популяризував його серед німецького вчительства. Основними принципами виховання він вважав природовідповідність, культуровідповідність, самодіяльність. Під природовідповідністю Дистервег розумів збудження вроджених задатків дитини відповідно до закладеним в них прагненням до розвитку. Він не розумів соціальної сутності виховання, його залежності від політики панівного класу, проте висунутий ним принцип культуровідповідності означав, що виховання має вважатися не тільки з природою дитини, але і з рівнем культури даного часу і даної країни, тобто з мінливими соціально- історичними умовами. Самодіяльність Дистервег вважав вирішальним чинником, що визначає особистість людини, всі його поведінку. У розвитку дитячої самодіяльності він бачив неодмінна умова будь-якої освіти.
Дистервег розробив дидактику розвиваючого навчання, сформулювавши її основні вимоги у вигляді 33 законів і правил. Він висунув ряд вимог, що стосуються наочного навчання, встановлення зв'язку між спорідненими навчальними предметами, систематичності викладання, міцності засвоєння знань, виховує характеру навчання.
Дистервег — автор підручників і посібників з математики, німецької мови, природознавства, географії, астрономії. Найбільш відома його робота — "Керівництво до освіти німецьких вчителів " (2 тт. , 1835).
У педагогічній думці першої половини XIX в. теоретична і практична діяльність Ф. А. В. Дістервега являла собою поворот до нового розуміння багатьох педагогічних проблем.
Педагогічні ідеї Дистервега, його підручники зробили позитивний вплив на розвиток народної освіти в Німеччині і набули поширення далеко за її межами. Передові російські педагоги 1860 -х років Петро Редкин, Микола Бунаков, Микола Корф, Йосип Паульсон високо оцінювали вчення Дистервега.
У НДР існувала медаль імені Дистервега, якою нагороджувалися заслужені вчителі.

## Вибрані праці
- «Посібник для освіти німецьких вчителів» (1835)